# حزب الديمقراطيين الجدد
حزب الديمقراطيين الجدد هو حزب سياسي مغربي، إنشي في عام 2014 من قبل العالم والأستاذ السياسي الجامعي محمد ضريف، الذي يشغل أيضا منصب الأمين العام الحالي. كان الحزب أول تشكيل سياسي، إنشي في المغرب منذ اعتماد الدستور الجديد في 2011.
حزب الديمقراطيين الجدد هو حزب ديمقراطي جديد حديث، وله شعار «أيديولوجية صغيرة، مزيد من الكفاءة والفعالية». يمتلك الحزب منذ عام 2016 صحيفة باللغة العربية تسمى «ديموك بريس».

شعار الحزب

لم يفز الحزب بأي مقاعد في الانتخابات النيابية 2016، على الرغم من الترشيحات في نصف الدوائر. وحصل في الانتخابات المحلية على 10 مقاعد من إجمالي أكثر من 31000.

## منظمات موازية
لدى حزب الديمقراطيين الجدد منظمات موازية وهي النقابة الديمقراطية لسائقي سيارات الأجرة، والنقابة الديمقراطية الجديدة للتجار والمهنيين، والنقابة الديمقراطية الجديدة للمقاوليين الذاتين، وأسس كذلك في تاريخ 29 أبريل 2023 شبيبته الحزبية التي أطلق عليها اسم منظمة شبيبة حزب الديمقراطيين الجدد

## نتائج الانتخابات

### الانتخابات التشريعية
| السنة | النتائج | النتائج | المرتبة | مقاعد | حكومة         |
| السنة | الأصوات | %       | المرتبة | مقاعد | حكومة         |
| ----- | ------- | ------- | ------- | ----- | ------------- |
| 2016  | 17٬003  | 0,29    | 15      | 0/395 | خارج البرلمان |

### الانتخابات الجهوية
| السنة | النتائج | النتائج | المرتبة | المستشارين | الرؤساء |
| السنة | الأصوات | %       | المرتبة | المستشارين | الرؤساء |
| ----- | ------- | ------- | ------- | ---------- | ------- |
| 2015  | 13٬775  |         | 16      | 0/678      | 0/12    |

### الانتخابات الجماعية
| النتائج | النتائج | المرتبة | المستشارين |
| الأصوات | %       | المرتبة | المستشارين |
| ------- | ------- | ------- | ---------- |
| 12٬787  |         | 17      | 10/31482   |

## روابط خارجية
- Démocpress - المجلة الإلكترونية لحزب الديمقراطيين الجدد